# Clannad (Computerspiel)
Clannad (japanisch クラナド, Kuranado) ist ein vom Spieleentwickler Key geschaffenes Ren’ai-Adventure, das das Erbe erfolgreicher Titel wie Kanon und Air antrat. Das im April 2004 veröffentlichte Spiel war dennoch das erste Werk von Key, das mit der langen Tradition erotischer Inhalte brach und von Anfang an nicht als Spiel für Erwachsene (Erogē) konzipiert wurde. Es entfernte sich somit weiter von den Wurzeln des Genres und legte seinen Schwerpunkt noch weiter auf die eigentliche Erzählung. Der Spieler schlüpft in die Rolle des Schülers Tomoya Okazaki und durchlebt eine Geschichte mit eingeschränkten Möglichkeiten der Interaktion, die auf vorherbestimmten Szenarien aufbaut. Den eigentlichen Reiz des Spiels sollen die fünf weiblichen Hauptcharaktere ausmachen, zu denen der Spieler eine tiefgründige Beziehung eingeht.
Im Zuge des Erfolgs der PC-Umsetzung wurde das Adventure auf zahlreiche Spielkonsolen und Smartphones portiert. Clannad wurde zudem durch eine Vielzahl anderer Medien adaptiert. Das Spiel als auch die Umsetzungen als Anime verbuchten hohe Verkaufszahlen innerhalb Japans und erreichten mehrfach den ersten Platz der japanischen Verkaufscharts.

## Spielmechanik

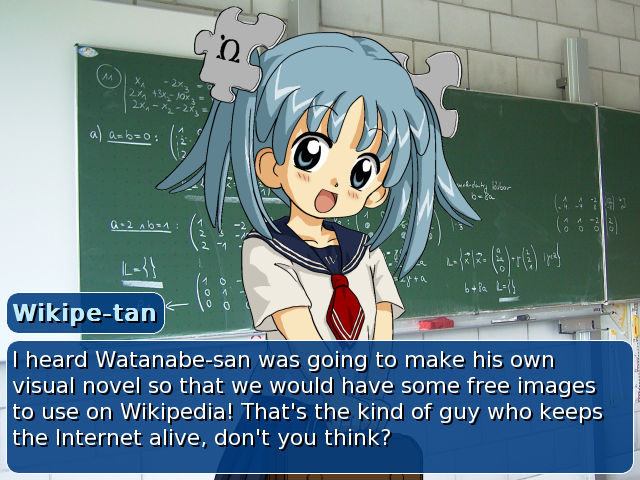
Typisches Erscheinungsbild von japanischen Adventures

Wie für japanische Adventures typisch, besteht das Spiel hauptsächlich aus Dialogen, die der Spieler liest. In unregelmäßigen Abständen kann der Spieler, welcher in die Rolle des Schülers Tomoya Okazaki schlüpft, aus unterschiedlichen Antworten oder Fragen wählen, die das Spiel bzw. das Gespräch in eine gewisse Richtung lenken. Aufgrund der sehr geringen Interaktion ist es strittig, ob diese Art von Adventures überhaupt als „Spiel“ bezeichnet werden sollen, da sie mehr einem interaktiven Roman gleichen. In den ersten Versionen des Spiels waren die Charaktere nicht vertont. Dies zwang den Spieler, jeden Text zu lesen, um die Handlung verfolgen zu können. Erst mit der überarbeiteten Fassung für die PlayStation 2 wurde die Sprachausgabe für alle Charaktere ergänzt. Ausgenommen davon war die Rolle des Spielers und Protagonisten Tomoya, was für japanische Adventure durchaus üblich ist. So soll der Spieler sich selbst tiefer in das Geschehen einbezogen fühlen.
Optisch präsentiert sich das Spiel in überwiegend hellen und warmen Farbtönen. Saftig grüne Wiesen und blühende Kirschbäume bestimmen das Erscheinungsbild der meist statischen Hintergrundbilder, was bereits seit Werken wie Sailor Moon immer wieder als optisches Gestaltungsmittel aufgegriffen wurde und ein fester Bestandteil der japanischen Kultur sein soll. Während dramatischer oder angedeutet actionreicher Szenen wurde bewusst auf eine andere Farbpalette und Musik zurückgegriffen, um den entsprechenden Eindruck zu unterstreichen. Im Vordergrund stehen die Charaktere, deren Zeichnungen die typischen Stilelemente von Manga und Anime aufweisen. Hinzu kommt ein für die Künstlerin Itaru Hinoue typischer Zeichenstil, bei dem die Nase einen geringen Abstand zum Mund aufweist und die großen, rundlichen Augen sehr weit voneinander entfernt sind. Wie die Hintergründe ist auch die Präsentation der Charaktere statisch und zweidimensional. Zwischen den einzelnen Szenen wird mit einfachen Übergangseffekten gewechselt, die sich auf das Ein- und Ausblenden von Elementen, scrollen und einfache Rotationen beschränken. Bei Gesprächen mit mehreren Charakteren werden diese jeweils ein- und ausgeblendet und ihre Gesichtszüge sind in einem sehr eingeschränkten Umfang animiert.
Clannad teilt sich grundlegend in zwei größere Handlungsabschnitte – dem Leben in der Schule und dem Leben danach. So ist zunächst nur der Schulabschnitt spielbar, bis der Spieler diesen absolviert hat. Anschließend ist auch der After Story-Abschnitt verfügbar. Damit dies geschieht, muss der Spieler innerhalb des ersten Aktes acht Geisterflecken sammeln, die mit leuchtenden Glühwürmchen vergleichbar sind. Das Schulleben konzentriert sich auf das Abschlussjahr des Protagonisten, der darin mit einer Vielzahl von Charakteren in Berührung kommt. Die Handlung legt dabei besonderen Wert auf die Darstellung der fünf weiblichen Hauptcharaktere, von denen Nagisa Furukawa die bedeutendste Rolle spielt. Für die Entwicklung der Spielgeschichte stehen fünf wesentliche Pfade zur Verfügung, welche jeweils auf eine der Schülerinnen zugeschnitten sind, aber zudem in sich verzweigt sind. Im zweiten Akt übernimmt Nagisa die fast alleinige Hauptrolle, in der sie zusammen mit Tomoya ein Liebespaar bildet, das während der nächsten zehn Jahre begleitet wird. Um ein positives Spielende zu erreichen, muss der Spieler insgesamt 13 der „Geisterflecken“ sammeln, da sonst die Handlung mit einem „schlechten Ende“ abschließt, in dessen Folge sowohl Nagisa als auch einige Zeit später ihr Kind infolge einer angeborenen körperlichen Schwäche versterben. Im Gegensatz zu vielen Spielen dieser Art ist es nicht möglich, durch bestimmte Kombinationen von Antworten erotische Inhalte freizuschalten, da Clannad von Anfang an auf ein Publikum aller Altersklassen zugeschnitten wurde und keine solchen Szenen existieren.
Insgesamt ergeben sich daraus etwa dreizehn Handlungsfäden, die der Spieler durch mehrmaliges Spielen verfolgen kann. Das Erreichen eines dieser „Enden“ benötigt eine ungefähre Spieldauer von 100 Stunden. Mit einem Umfang von 62.830 Textzeilen (Nebenrollen ausgenommen) war Clannad nach Aussage von Yūto Tonokawa das zu diesem Zeitpunkt umfangreichste Spiel von Key, das jedoch von dem Nachfolger Little Busters! Ecstasy um etwa 4000 Worte überboten wurde.

## Handlung

### Schauplatz und Themen
Clannad spielt nahezu vollständig innerhalb einer fiktiven Stadt Japans. Im ersten Handlungsbogen steht eine Oberschule, die vom Protagonisten besucht wird, im Mittelpunkt. Neben der Schule, ihrem Gelände, Klassenräumen und Fluren dienen auch die kleine Bäckerei von Nagisas Eltern und das Wohnheim, in dem Tomoyas Freund Yōhei übernachtet, als zentrale Handlungsorte. Im After-Story-Abschnitt steht die Schule nur noch selten im Zentrum der Geschehnisse. Dafür kommen neue Handlungsorte hinzu wie die kleine, gemeinsame Wohnung von Tomoya und Nagisa oder ihre Arbeitsorte. Parallel zu dieser fiktiven, aber realistisch dargestellten Welt existiert noch eine weitere, die immer wieder in kurzen Abschnitten präsentiert wird. In dieser gibt es, abgesehen von einem einzigen Mädchen, kein weiteres menschliches Leben. So sieht es sich dazu gezwungen, aus herumliegenden Resten einen Roboter zu bauen, der zum Leben erwacht. Der Spieler übernimmt dabei die Rolle der mechanischen Figur, kann aber nicht sprechen. Auch in vielen vorherigen Spielen von Key und dem Entwickler Tactics kommen solche Parallelwelten vor, die sich meist beim Tod einer Person oder in besonders tragischen Momenten miteinander verbinden.
Thematisch legt Clannad besonderen Wert auf die Bedeutung einer Familie. Bereits der Titel der Serie soll laut Jun Maeda, einem der Hauptautoren, auf Irisch „Familie“ bedeuten. Jedoch hielt er fälschlicherweise den Namen der Band Clannad für das irische Wort für „Familie“ oder „Clan“, von dem es jedoch nur abgeleitet ist. Aus der irischen als auch aus der walisischen Sprache wurden noch weitere Begriffe übernommen, die sich hauptsächlich in der Musik des Spiels und dessen Parallelwelt widerspiegeln. Der Vorspann-Titel wurde als Mag Mell benannt, der „Ebene (im Sinne von Reich) der Freude“, dem irdenen Paradies der irischen Mythologie.
Von den sechs Hauptcharakteren haben Tomoya, Nagisa und Kotomi keine Geschwister. Folglich steht bei ihnen eher die Beziehung zu ihren Eltern im Mittelpunkt, während bei den anderen Charakteren besonders auf die Beziehung zu ihren Geschwistern eingegangen wird. Einzige Ausnahme bleibt hier Tomoyo, bei der auf die gesamte Familie Bezug genommen wird. Besonderes Gewicht hat dabei die Familie von Nagisa, die laut Maeda als „perfekte Familie“ gedacht war und auch entsprechend präsentiert wird. Innerhalb der Geschehnisse um Nagisa tauchen immer wieder die Dango Daikazoku (だんご大家族, dt. „große Familie von Dangos“, eine fiktive Maskottchenreihe für Kinder) auf, in die sie vernarrt ist und entsprechend von ihnen nie genug bekommen bzw. sammeln kann. Dies passt zu dem Konzept, dass die Charaktere von Tomoya und Nagisa auf ihrem „Weg des Erwachsenwerdens“ bis zum Ende der Geschichte begleitet werden.

### Charaktere
Im Spiel übernimmt der Spieler die Rolle von Tomoya Okazaki, einem Oberschüler im letzten Jahrgang. Tomoya ist anfänglich ein aufsässiger Schüler. An der Schule hat er nur geringes Interesse. Er hasst die Stadt und sein eigenes Leben. Seine Kommentare sind dabei sehr direkt und er scheut nicht davor zurück seine Meinung zu äußern, auch wenn dies anderen Personen immer wieder als unhöflich empfinden. Trotzdem ist Tomoya seinen Freunden gegenüber loyal und setzt sich nahezu bedingungslos für ihre Ziele ein. Generell besitzt er eine sehr selbstlose Persönlichkeit, die nicht viel von Anderen als Gegenleistung verlangt. Damit erfüllt er die typischen Klischees des Protagonisten in einem Japanischen Adventure.

“In Clannad, the protagonist is 17 year-old Tomoya Okazaki, a teen delinquent from a broken family; his mother died in a car accident when he was young, and a fight with his abusing father led to a serious injury, crashing his aspirations for a career in basketball. Such backgrounds are common for protagonists in many works.”

„Der Protagonist von Clannad ist der 17 Jahre alte Tomoya Okazaki, ein aufsässiger Jugendlicher aus einer zerbrochenen Familie; Seine Mutter starb bei einem Autounfall, als er noch jung war und er geriet in einen Kampf mit seinem ihn misshandelnden Vater, der zu einer schwerwiegenden Verletzung führte, die seine Ambitionen für eine Karriere im Basketball zerschmetterte. Solche Hintergründe sind typisch für den Protagonisten in vielen Werken.“

Gleich zu Beginn begegnet Tomoya auf dem Schulweg eher zufällig der weiblichen Hauptfigur Nagisa Furukawa. Sie ist ein zurückhaltendes, schüchternes Mädchen mit sehr geringem Selbstvertrauen, das daher immer wieder auf die Unterstützung anderer angewiesen ist. Häufig allein und aufgrund ihrer immanent schwachen physischen Verfassung lange Zeit krank, gewöhnte sie sich an, die Namen ihrer Lieblingsspeisen zu murmeln, bevor sie sie verzehrt. In der Schule trifft Tomoya auf eine Reihe ihm schon länger bekannter Mädchen. Zu ihnen gehört die aggressive und meist von schlechten Absichten ausgehende Kyō Fujibayashi, die unter ihren Freunden aber sehr wohl als gute Köchin bekannt ist. Sehr leicht zu verärgern und schnell Gewalt anwendend zögert sie nicht, nach anderen Personen mit einem Wörterbuch zu werfen, das sie scheinbar genau zu diesem Zweck mit sich herumträgt. Trotz dieser wilden Art besitzt sie auch eine wesentlich ruhigere Seite, die sie besonders gegenüber ihrer jüngeren Schwester Ryō Fujibayashi zeigt. Ryō ist im Vergleich zu Kyō wesentlich zurückhaltender und glaubt daran, dass sie mit Hilfe von Karten die Zukunft vorhersagen kann, obwohl diese Voraussagen eigentlich nie eintreffen.

Tomoyo Sakagami als Motiv auf einem anderen Itasha bei der 14. Fancy Frontier ACG Exhibition

In der Bibliothek der Schule trifft er auf die intelligente, aber auch recht weltfremde Kotomi Ichinose. Sie soll zu den zehn besten Schülerinnen des Landes gehören und besucht rein aus Interesse oft die Bibliothek, wo sie die meiste Zeit damit verbringt, fremdsprachige Bücher zu lesen. Ihre ruhige Art und Weltfremdheit machen es jedoch schwer mit ihr zu kommunizieren, da sie zudem alles um sie herum zu ignorieren scheint, wenn sie gerade in ein Buch vertieft ist. Die vierte Hauptfigur aus Clannad ist Tomoyo Sakagami. Sie wechselte zu Beginn der Handlung die Schule und befindet sich im zweiten Jahrgang. Ähnlich wie Kyō kann sie überaus aggressiv sein und wird als eine starke Kämpferin beschrieben, die früher in Bandenkämpfe verwickelt war. Obwohl Tomoya ein Jahr älter ist als sie, bringt sie ihm keinen Respekt entgegen.
Die letzte Protagonistin ist die naive Schülerin Fūko Ibuki aus dem ersten Jahrgang, die sich von den anderen Schülern möglichst zu distanzieren sucht und entsprechend der Handlung eigentlich ein Geist ist, der zwischen den beiden parallelen Welten wandelt. Bevor Tomoya auf sie aufmerksam wird, verbringt sie die meiste Zeit damit, Seesterne aus Holz zu schnitzen, die sie als Einladung zur Hochzeit ihrer älteren Schwester verschenkt. Überhaupt ist sie von der Form dieser Sterne überaus fasziniert und neigt dazu, in einen Traumzustand zu verfallen, in dem sie alle Ereignisse um sich herum ignoriert.

### Erzählabschnitte

#### Das Abschlussjahr
Tomoya blickt auf eine Reihe prägender Ereignisse in seiner Kindheit zurück. Seine Mutter Atsuko starb bereits kurz nach seiner Geburt, sodass ihn sein Vater Naoyuki allein groß ziehen musste. Davon überfordert, verfiel er dem Alkohol und der Spielsucht, was zu immer wiederkehrenden Auseinandersetzungen mit seinem Sohn führte. Eines Tages gerieten beide so heftig aneinander, dass Naoyuki Tomoya gegen die Wand schleuderte und er sich seine Schulter verletzte, was noch immer die Beweglichkeit seines Armes einschränkt. Seit diesem Vorfall besann sich sein Vater, war wesentlich netter, aber auch distanziert, was beide wie fremde Mitbewohner erscheinen lässt und nicht wie eine Familie. Um seinem Vater möglichst nie über den Weg zu laufen, bleibt Tomoya des Nachts oft seinem Zuhause fern und fängt sich dadurch den Ruf eines Herumtreibers ein. Aufgrund seiner Verletzung muss er aus dem Basketball-Club austreten, was ihn in der Schule weiter isoliert. Ein in sportlicher und schulischer Hinsicht ähnliches Schicksal ereilte auch Yōhei Sunohara, der nach einem Disput aus dem Fußballclub geworfen wird. Aufgrund ihrer Gemeinsamkeiten sind sich die beiden sofort sympathisch und werden enge Freunde, die die meiste Zeit zusammen verbringen.
Die eigentliche Handlung beginnt am fiktiven 14. April 2003, als sich Tomoya am ersten Schultag des dritten Jahrgangs auf dem Weg zur Schule befindet. Dabei stößt er auf die unentschlossen am Wegesrand stehende Nagisa Furukawa, die er ungewöhnlich, aber interessant findet. Sich an seine Fersen heftend, kann sich Nagisa überwinden, die Schule zu besuchen. Dabei ist sie bereits ein Jahr älter als er und muss ihr letztes Schuljahr wegen lange anhaltender Krankheit wiederholen. Neben dem Erreichen des Abschlusses hat sie sich das Ziel gesteckt, am Theaterclub teilzunehmen. Sie muss jedoch bald feststellen, dass der Theaterclub aufgelöst wurde bzw. keine Mitglieder mehr hat, nachdem alle ihre alten Freunde die Schule abgeschlossen hatten. Da Tomoya sowieso nichts Besseres zu tun hat, bietet er Nagisa seine Hilfe an, den Theaterclub wiederzubeleben. Während dieser Zeit trifft er immer wieder auf die anderen Schülerinnen, die er dazu bringt, Nagisas Vorhaben zu unterstützen. Dabei lernt er auch diese Mädchen besser kennen und hilft ihnen bei der Lösung ihrer Probleme.

#### After Story
Im zweiten Abschnitt After Story (dt. „Nachgeschichte“), der sich nahtlos an den ersten Teil anschließt, aber einen Zeitraum von zehn Jahren umfasst, leben Tomoya und Nagisa als Familie zusammen in einer eigenen Wohnung. Bis zu diesem Tage mussten beide zusammen eine harte Zeit durchstehen, denn kurz vor dem Schulabschluss wurde Nagisa erneut schwer krank und konnte den Abschluss ein weiteres Mal nicht schaffen. Als sich ihre Situation wieder bessert, kann sie nun mit zwei Jahren Verspätung zusammen mit Tomoyo ihren Schulabschluss absolvieren. In der Zwischenzeit war Tomoya von Zuhause ausgezogen und hatte eine Lehre als Elektriker begonnen. Trotz seines Handicaps ist er um seinen Beruf bemüht und macht sich bei der Firmenleitung sehr beliebt. Als beide schon zusammen wohnen, bekommt er das Angebot für eine Beförderung, die er jedoch ausschlägt, da er die Stadt, die er einst hasste, nicht mehr verlassen möchte.
Als nächster größerer Schritt in ihrer Beziehung kündigt sich ein gemeinsames Kind an. Trotz anfänglicher Bedenken von Nagisas Eltern und der Ärzte entscheiden sich beide, ihre Tochter Ushio in ihrer Wohnung zur Welt bringen zu wollen. Letztlich werden sie dennoch von ihren Eltern überzeugt, das Kind doch im Krankenhaus zur Welt zu bringen, da sie sich insbesondere Sorgen um die schwache Nagisa machen. Unglücklicherweise kommt das Kind zu früh und ein gleichzeitig einbrechender Schneesturm macht es unmöglich, das Krankenhaus zu erreichen. So bringt Nagisa Ushio nur mit Unterstützung von Tomoya, ihren Eltern und einer Hebamme zur Welt. Noch die ersten Schreie ihrer Tochter hörend, verstirbt sie an den Strapazen der Geburt. Tomoya ist davon so sehr mitgenommen, dass er wieder in den Zustand vor dem ersten Treffen mit Nagisa zurückfällt und ein analoges Verhalten zu dem seines Vaters zeigt. So gibt er seinen Beruf auf und ist nicht in der Lage, sich Ushio zu widmen. Sie wächst unterdessen bei Nagisas Eltern Sanae und Akio auf. Um sie nicht zu verletzen, wird ihr Tomoya als Verwandter vorgestellt. Als Ushio das Alter von etwa fünf Jahren erreicht hat, wagen Nagisas Eltern einen Versuch, Tomoya mit seiner Tochter zusammenzubringen. Nach anfänglichen Schwierigkeiten erkennt Tomoya schließlich Ushio als sein Kind an, worauf er sich wieder zu erholen scheint. Doch auch dieses Glück währt nicht lange, denn Ushio erbte von Nagisa die gleiche schwache physische Verfassung und verstirbt nach langer Krankheit bei einem letzten gewünschten Ausflug in seinen Armen.
Als Tomoya diesem Druck nicht mehr gewachsen ist, verfällt er in eine Art Traumzustand und befindet sich, wie in seinen vorherigen Träumen, in der illusionären Welt (幻想世界, Gensō Sekai). Er übernimmt dabei den Part der aus Resten zusammengebauten Kreatur, während die bereits älter dargestellte Ushio die Rolle des einsamen Mädchens übernimmt. Dadurch in der Parallelwelt wiedergeboren, versuchen sie dort, gemeinsam der einsetzenden Kälte zu entfliehen. Als sie es jedoch nicht schaffen und das Mädchen zu erfrieren droht, erzählt es ihm, dass er noch eine andere Chance hätte, die Dinge richtigzustellen. Dazu solle er die Geisterflecken – Symbole der Freude, die in besonders glücklichen Momenten auftauchen – sammeln. Hat er genug davon in der Vorgeschichte und im letzten Abschnitt sammeln können, übersteht Nagisa die Strapazen ihrer Geburt und sie können zusammen mit Ushio als glückliche Familie weiterleben.

## Entstehung und Veröffentlichungen

### Entwicklung
Bereits kurz nach der Fertigstellung von Keys zweitem Adventure Air, das sich sehr erfolgreich vermarktete, begann Jun Maeda, der Hauptautor beider Spiele, erste Pläne für einen weiteren Spieletitel zu schmieden. Laut eigener Aussage wurde er hauptsächlich von dem Gedanken angetrieben, dass er mit Air das Publikum nicht vollständig erreicht hätte. Dies führte bereits während der ersten Entwicklungsschritte von Clannad dazu, dass sich die Autoren bemühten, eine Handlung zu verfassen, die ein möglichst breites Publikum ansprechen könne. So wurden die Schwerpunkte diesmal auf eine tiefe Beziehung der Menschen mit der sie umgebenden Stadt sowie die Menschlichkeit der Akteure gelegt.
Im Hintergrund der Entwicklung zog Takahiro Baba von Visual Art’s die Fäden, dessen Unternehmen die Entwickler wie bei Kanon und Air mit der notwendigen Ausstattung unterstützte, im Gegenzug dafür aber die Vermarktung übernahm. Die Handlung wurde von den Mitarbeitern Keys Jun Maeda, Kai und Yūichi Suzumoto ausgearbeitet. Sie übernahmen dabei den wesentlichen Anteil und wurden zusätzlich von Tōya Okano in den Nebenszenarien unterstützt. Die künstlerische Leitung übernahm Itaru Hinoue, die auch das Design der Charaktere herausarbeitete und ihnen einen für sie typischen Stil verpasste. Unterstützt wurde sie dabei von Miracle Mikipon, Mochisuke, Na-Ga und Shinory, welche die Computergrafiken anfertigten, während Torino die Produktion der Hintergrundgrafiken übernahm. Die Musik des Spiels wurde hauptsächlich von den Komponisten Shinji Orito und Magome Togoshi erstellt, wobei Jun Maeda auch an einigen Stücken und Liedtexten mitwirkte.
Während die Produktion anfangs schnell vorangeschritten sei, stießen die Entwickler schließlich an ihre Grenzen, als die Handlung sich zwischenzeitlich verdoppelt hatte und auf ein Maß anwuchs, das Maeda nicht vorhergesehen hatte. Suzumoto führte dies auf die Struktur der Handlung zurück, die dazu geneigt habe, sich immer weiter zu vertiefen, was auch immer komplexere Nebengeschichten förderte. Dies war aber nicht das einzige Problem während des Erstellungsprozesses. Es gab viel mehr Zweifel daran, dass Clannad trotz des anfangs gesteckten Zieles Air zu sehr ähneln würde. Insbesondere wurde der Handlungsteil von Nagisa als zu lang empfunden, was die Ähnlichkeit zu dem Handlungsübergewicht von Misuzu Kamio verstärke. Aus diesem Grunde soll sich Maeda dafür ausgesprochen haben, den ersten Handlungsteil – das Schulleben – möglichst umfassend, interessant und ergreifend zu gestalten. Davon ausgehend wurde Clannad das bis dahin längste Werk von Key, welches mehr als 62.830 Textzeilen in japanischer Schrift enthält, wobei bei dieser Zahl die Texte von unbedeutenden Charakteren ausgenommen sind.
Im Gegensatz zu den Vorgängern sollte Clannad, wie in einem westlichen Adventure üblich, über ein Inventar für Gegenstände verfügen. Da dies aber sowohl die Entwicklung als auch das Spiel selbst erschwert hätte und den Spieler vom Inhalt ablenken würde, wurde diese Funktion fallengelassen und in stark vereinfachter Form durch die Geisterflecken ersetzt. Der große Entwicklungsaufwand und die damit verbundenen Probleme führten zu einer Verzögerung der Veröffentlichung um fast zwei Jahre, nachdem das Spiel ursprünglich bereits für 2002 geplant gewesen war.

### Musik
Das Spiel besitzt vier immer wieder thematisierte Titellieder. Dies sind der Vorspann Mag Mell (メグメル, dt. „Ebene der Freude“), der Abspann -Kage Futatsu- (-影二つ-, dt. „Zwei Schatten“), das Zwischenstück Ana und der Abspann des zweiten Handlungsabschnitts Chiisana Tenohira (小さなてのひら, dt. „Kleine Handfläche“). Der Vorspann und beide Abspänne wurden durch Riya von eufonius, das Zwischenstück durch Lia von I’ve Sound interpretiert. Hinzu kamen eigene Hintergrundmelodien für die fünf weiblichen Hauptcharaktere Nagisa, Kyō, Kotomi, Tomoyo und Fūko, als auch für Yukine Miyazawa. Die verwendeten Stücke waren entsprechend dieser Reihenfolge Nagisa (渚), Sore wa Kaze no yō ni (それは風のように, dt. „Dies ist wie der Wind“), Étude pour les petites supercordes (dt. „Studium der kleinen Superstrings“), Kanojo no Honki (彼女の本気, dt. „Ihre Ernsthaftigkeit“), Hurry Starfish (は～りぃすたーふぃしゅ, dt. „Beeile dich Seestern“) und Shiryōshitsu no Ochakai (資料室のお茶会, dt. „Teekränzchen in der Schulbibliothek“). Komponiert wurden die Stücke, die später in zahlreichen Remixes wieder aufgegriffen wurden, von Shinji Orito, Magome Togoshi und auch teilweise vom Schreiber der Liedtexte Jun Maeda.

### Synchronisation
Erst die späteren Neuauflagen verfügten über eine vollständige Sprachausgabe, bei der der Protagonist Tomoya jedoch stumm blieb. So wurde er auch als einzige Hauptfigur in den Adaptionen von unterschiedlichen Sprechern vertont, während die anderen Hauptcharaktere auch innerhalb der Adaptionen ihre ursprünglichen Sprecher beibehielten. Zu erwähnen wäre hier Kentarō Itō, der Tomoya auf der dem PlayStation 2 Spiel beigelegten DVD innerhalb eines Hörspiels sprach.
| Rolle           | japanischer Sprecher (Seiyū) | Rolle           | japanischer Sprecher |
| --------------- | ---------------------------- | --------------- | -------------------- |
| Nagisa Furukawa | Mai Nakahara                 | Kyō Fujibayashi | Ryō Hirohashi        |
| Kotomi Ichinose | Mamiko Noto                  | Tomoyo Sakagami | Hōko Kuwashima       |
| Fūko Ibuki      | Ai Nonaka                    | Ryō Fujibayashi | Akemi Kanda          |
| Yukine Miyazawa | Atsuko Enomoto               | Yōhei Sunohara  | Daisuke Sakaguchi    |
| Mei Sunohara    | Yukari Tamura                | Akio Furukawa   | Ryōtarō Okiayu       |
| Sanae Furukawa  | Kikuko Inoue                 |                 |                      |

### Veröffentlichungen
Erstmals wurde das Spiel bereits im Jahr 2001 mit einem nicht näher festgelegten Veröffentlichungsdatum im Jahr 2002 angekündigt. Die Veröffentlichung verzögerte sich jedoch mehrfach und so erschien Clannad erst am 28. April 2004 in einer limitierten Auflage für den PC auf DVD-ROM. Die reguläre Fassung des Spiels erschien zwei Monate später am 6. August 2004 zum selben Preis. Beide Versionen enthielten keine Sprachausgabe für die Charaktere.
Eine erste Portierung auf die PlayStation 2 wurde von Interchannel vorgenommen und ab 23. Februar 2006 zum Kauf angeboten. Entgegen der PC-Versionen enthielt sie, den Protagonisten Tomoya ausgeschlossen, eine vollständige Sprachausgabe der Charaktere. Bald darauf erfolgte auch eine Portierung des Spiels für Mobiltelefone mit Unterstützung von SoftBank 3G oder FOMA. Die Portierung wurde dabei durch das Unternehmen Prototype im Auftrage von Visual Art’s Motto vorgenommen. Sie erschien am 16. Januar 2008.
Für den PC erschien am 29. Februar 2008 mit Clannad Full Voice eine Neufassung des Spiels. Sie enthielt neben der Sprachausgabe, die von der PlayStation-Version übernommen wurde, auch überarbeitete und neue Grafiken. Neben der Portierung des Spiels auf Mobiltelefone arbeitete Prototype auch an einer Portierung auf die PlayStation Portable, die am 29. Mai 2008 veröffentlicht wurde und die Verbesserungen der PC-Version übernahm. Dieser schloss sich noch eine weitere Portierung durch Prototype auf die Xbox 360 an. Sie wurde am 28. August 2008 veröffentlicht und enthielt ebenfalls die gleiche Synchronisation der Figuren wie die PlayStation-Version. Erweitert wurde diese Fassung jedoch um einige Aspekte von Xbox Live, die es unter anderen ermöglichten, auch das Hörspiel Official Another Story Clannad: On the Hillside Path that Light Watches Over zu beziehen. Die Fassungen für PlayStation Portable und Xbox 360 erschienen auch in einer limitierten Auflage, der eine zusätzliche CD mit einem Hörspiel in der sogenannten „Digest Edition“ beigelegt waren. Die Hörspiele unterschieden sich bei den Fassungen.
Nachdem sich, der Meinung des Publishers entsprechend, genug Exemplare des Spiels für die PlayStation 2 verkauft hatten, wurde das Spiel ab dem 30. Juli 2009 im Zuge der Veröffentlichungen der Anime-Fernsehserie in einer sogenannten „Best Version“ angeboten, in der von Sony ältere Spiele mit überdurchschnittlich hohen Verkaufszahlen aufgenommen und zu einem günstigeren Preis erneut verkauft werden. Am gleichen Tag erschien ebenfalls zwei Zusammenfassungen von Clannad mit den Vorgängerspielen Kanon und Air als Key 3-Part Work Premium Box und mit insgesamt sechs Spielen als Key 10th Memorial Box.
Im November 2014 eröffnete Sekai Project in Zusammenarbeit mit Visual Art’s ein Crowdfunding-Projekt auf der Plattform Kickstarter zur Erstellung einer offiziellen englischen Übersetzung, die auf Steam und DVD veröffentlicht werden sollte. Die veranschlagte Summe von 140.000 US$ kam dabei innerhalb eines Tages zusammen und erreichte schließlich 541.161 US$. Das Spiel wurde im November 2015 in einer überarbeiteten Version mit japanischem Originalton und englischen Untertiteln auf Steam veröffentlicht.

## Adaptionen

### Bücher und Zeitschriften
Noch vor der Veröffentlichung des Spieles wurde von SoftBank Creative ein 39 Seiten umfassendes Artbook mit dem Titel pre-Clannad veröffentlicht, dass das Interesse am Spiel wecken sollte und einen ersten Vorgeschmack davon gab. Veröffentlicht am 15. April 2004, enthielt es Bilder aus dem Adventure, kurze Erklärungen zu den Charakteren, sowie erste Konzept-Grafiken und Skizzen. Mit Clannad Visual Fan Book erschien nach der Veröffentlichung des Spiels ein weiteres Artbook, das von Enterbrain am 12. Oktober 2004 veröffentlicht wurde. Auf den 160 Seiten gab es detaillierte Erklärungen zu der Handlung, Computergrafiken, die Liedtexte des Vor- und Abspanns und Interviews mit den Erstellern wieder. Abgerundet wurde das Buch durch Illustrationen der Charaktere, die von anderen bekannten Künstlern angefertigt wurden, und drei zusätzliche Kapitel aus der Kurzgeschichtenreihe Official Another Story.
In der Zeit vom September 2004 bis Oktober 2005 erschienen vierzehn bebilderte Kurzgeschichten, die auf der Handlung des Spiels aufbauten und diese ergänzten, im japanischen Bishōjo-Magazin Dengeki G's Magazine, das von Media Works herausgegeben wurde. Geschrieben wurden sie von den Autoren des Spiels, während GotoP die Illustrationen anfertigte. Dreizehn der Geschichten wurden zusammengefasst im Magazin Clannad: Hikari Mimamoru Sakamichi de – Official Another Story (CLANNAD 光見守る坂道で – Official Another Story) veröffentlicht, das auch ein zusätzliches Kapitel umfasste. Darauf aufbauend erschien am 25. November 2005 eine fest gebundene Ausgabe gleichen Titels, die um noch zwei weitere Kapitel ergänzt wurde und 103 Seiten umfasste. Die Geschichten wurden einige Zeit später, seit Januar 2008, von Prototype über Visual Art’s Motto für SoftBank 3G und FOMA Mobiltelefone zum kostenpflichtigen Download zur Verfügung gestellt. Es erschien wöchentlich eines der Kapitel, wobei die FOMA-Veröffentlichungen einen Vorsprung von drei Wochen hatten. Mitte des Jahres standen die Geschichten ebenfalls bei dem japanischen Mobilfunkanbieter au zum Download bereit.
Der Verlag Harvest veröffentlichte mit Clannad SSS eine weitere Anthologie-Reihe von Kurzgeschichten. Bisher erschienen davon drei Ausgaben, die nach den englischen Namen von Edelsteinen benannt wurden. Geschrieben wurden sie von den Autoren Utatori, Hiro Akizuki, Tasuku Saika und Shin'ichirō Kodama. Die Illustrationen wurden von Sana Wakatsuki, Hakone Odawara, Arai Guma, Satoru Arikawa, Shō Ryūga, Kagetsu Chūjō, Kurejin Fukasaki, Shina no Yura und Sakana gezeichnet.
- Opal (Juli 2009, ISBN 978-4-434-13197-4)
- Emerald (August 2009, ISBN 978-4-434-13198-1)
- Sapphire (September 2009, ISBN 978-4-434-13404-3)

### Manga
Auf der Handlung und den Charakteren aus Clannad aufbauend entstanden fünf Manga-Serien, die Teile der bestehenden Handlung nacherzählten, sie ergänzten oder fortsetzten. Dabei handelt es sich um offizielle Adaptionen, während eine Vielzahl inoffizieller Werke (Dōjinshi) hier keine Erwähnung finden.
Die erste von Juri Misaki gezeichnete Adaption trug den Titel Clannad Official Comic (CLANNADオフィシャルコミック) und wurde vom Mai 2005 bis April 2009 innerhalb des Manga-Magazins Comic Rush abgedruckt. Bisher wurden davon acht gebundene Ausgaben im Tankōbon-Format publiziert, die seit dem 7. November 2005 durch den Verlag Jive unter dem Label CR Comics veröffentlicht wurden, der auch der Herausgeber des Magazins ist. Jedes dieser Bücher hatte etwa einen Umfang von 170–180 Seiten.
Ein zweiter Manga mit dem Titel Official Another Story Clannad – Hikari mimamoru Sakamichi de (Official Another Story CLANNAD〜光見守る坂道で〜) wurde von Rino Fujii gezeichnet. Wie der Titel schon andeutet, griff der Manga die Handlung der zuvor veröffentlichten Kurzgeschichten auf und wurde vom 21. Juni 2007 bis zum 21. August 2008 im Magazin Comi Digi + veröffentlicht, das von Flex Comix verlegt wird. Der Publisher Broccoli fasste die Kapitel zusammen und publizierte sie als zwei Tankōbon-Ausgaben. Beide Ausgaben wurden zusätzlich in einer limitierten Auflage veröffentlicht, die eine andere Gestaltung aufwiesen und mit zusätzlichen Extras versehen waren. Die Bücher wurden am 21. Februar und 20. Dezember 2008 veröffentlicht und waren etwas mehr als 200 Seiten stark.
Schlicht als Clannad bezeichnet erschien eine weitere Adaption des Spiels innerhalb des japanischen Magazins Dengeki G's Magazine, das von ASCII Media Works herausgegeben wurde. Dort lief die von Shaa gezeichnete Reihe seit der August-Ausgabe 2007 bis zur Juli-Ausgabe 2009. Seitdem wird der noch nicht abgeschlossene Manga seit dem 25. Juli 2009 innerhalb des Schwestermagazins Dengeki G's Festival! Comic fortgeführt. Wie die erste Adaption stützt sich auch diese auf dem Handlungsstrang des Spiels. Als Tankōbon zusammengefasst erscheint diese Reihe seit dem 27. Februar 2008 unter dem Label Dengeki Comics.
Im Shōnen-Manga-Magazin Dragon Age Pure, herausgegeben von Fujimi Shobō, wurde vom 20. Februar bis zum 20. August 2008 der Manga Clannad – Tomoyo Dearest (CLANNAD〜tomoyo dearest〜) veröffentlicht. Künstler Yukiko Sumiyoshi baute diese Reihe auf dem Handlungsstrang von Tomoyo auf und führte diese als Tomoyo After – Dear Shining Memories fort. Der Manga wurde am 9. Oktober 2008 vollständig als einzelne Tankōbon-Ausgabe veröffentlicht.
Mit Clannad. (くらなど., Kuranado.) erschien ein Ableger im Chibi-Stil, der sich auf humorvolle Art mit den Eigenheiten der Charaktere auseinandersetzte und vom Verlag Harvest herausgegeben wurde. Er umfasst zwei Veröffentlichungen, die im Dezember 2008 und Januar 2009 erschienen.
Übersicht der Manga-Veröffentlichungen
| Clannad Official Comic - Band 1: ISBN 4-86176-249-9, 7. November 2005 - Band 2: ISBN 4-86176-308-8, 7. Juni 2006 - Band 3: ISBN 4-86176-361-4, 7. Dezember 2006 - Band 4: ISBN 978-4-86176-440-0, 7. Oktober 2007 - Band 5: ISBN 978-4-86176-466-0, 7. Dezember 2007 - Band 6: ISBN 978-4-86176-496-7, 7. März 2008 - Band 7: ISBN 978-4-86176-572-8, 7. Oktober 2008 - Band 8: ISBN 978-4-86176-642-8, 7. März 2009 Clannad. - Band 1: ISBN 978-4-434-12419-8, Dezember 2008 - Band 2: ISBN 978-4-434-12420-4, Januar 2009 | Official Another Story Clannad – Hikari mimamoru Sakamichi de - Band 1: ISBN 978-4-7973-4664-0, 21. Februar 2008 - Band 2: ISBN 978-4-7973-5212-2, 20. Dezember 2008 Clannad - Band 1: ISBN 978-4-8402-4216-5, 27. Februar 2008 - Band 2: ISBN 978-4-04-867712-7, 27. März 2009 Clannad – Tomoyo Dearest - ISBN 978-4-04-712570-4, 9. Oktober 2008 |

### Film
Wie bereits bei den Vorgängerspielen Kanon und Air setzte auch diesmal das Animationsstudio Tōei Animation einen Teil der Handlung als Anime-Film um. Erstmals angekündigt auf der Tōkyō Kokusai Anime Fair am 23. März 2006, wurde der Film ab 15. September 2007 in den japanischen Kinos gezeigt. Regie führte Osamu Dezaki nach einem Drehbuch von Makoto Nakamura. Beide wirkten schon an früheren Verfilmungen vom Spielen Keys mit. Der Film ist eine Neuinterpretation der ursprünglichen Handlung des Spiels und konzentriert sich fast ausschließlich auf die Beziehung zwischen Tomoya und Nagisa. Wie bereits aus dem Spiel bekannt, nimmt diese einen tragischen Verlauf. Einziger Lichtblick blieb am Ende die gemeinsame Tochter Ushio.

### Anime-Serien

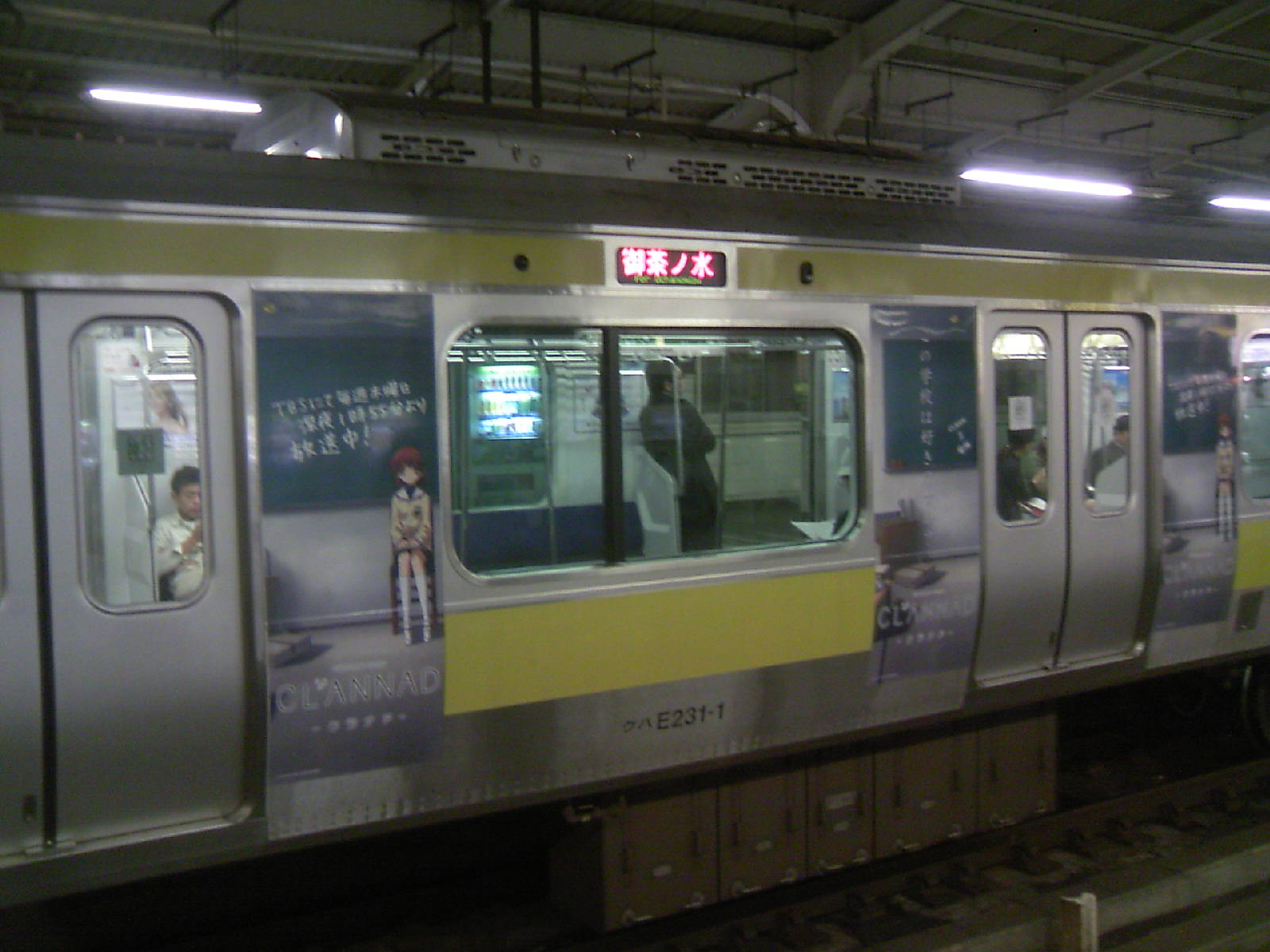
Werbung für den Anime auf einem Zug der Chūō-Sōbu-Linie in Tokio im Bahnhof Ochanomizu

Aufbauend auf dem Spiel produzierte das Studio Kyōto Animation zwei Anime-Fernsehserien. Regie beider Serien führte Tatsuya Ishihara, der bereits an früheren Adaptionen der Spiele von Key mitwirkte. Die erste Serie mit dem gleichnamigen Titel Clannad besaß 23 Folgen und wurde innerhalb Japan beginnend ab dem 4. Oktober 2007 bis zum 27. März 2008 erstmals auf dem Sender TBS ausgestrahlt. Sie gibt in einer zusammenhängenden Handlung viele der Geschehnisse des Schulabschnitts des Spiels wieder. Ein alternatives Ende des ersten Teils wurde als OVA mit dem Titel Tomoyo-hen veröffentlicht. Sie ist eine direkte Überleitung zu den Geschehnissen der alternativen Fortsetzung Tomoyo After – It’s a Wonderful Life, die bisher noch nicht animiert wurde. Beginnend ab dem 2. Oktober 2008 bis zum 26. März 2009 wurde erstmals die Fortsetzung Clannad After Story im japanischen Fernsehen gezeigt. Die Serie hat insgesamt 24 Folgen und erzählt die Ereignisse aus dem zweiten Abschnitt After Story, in dem Tomoya mit Nagisa eine Familie gründet. Noch in der Schulzeit ansetzend erzählt die OVA-Folge Clannad – After Story: Mō Hitotsu no Sekai Kyō-hen (CLANNAD 〜AFTER STORY〜 もうひとつの世界 杏編) den Anfang einer weiteren alternativen Fortsetzung, in der die Schwestern Ryō und Kyō sich beide in Tomoya verlieben. Kyō gibt dabei ihrer kleinen Schwester bewusst den Vortritt, obwohl Tomoya eigentlich nur in Kyō verliebt ist. Letztlich schaffen es beide Schwestern im Einverständnis einen Ausweg aus dieser Situation zu finden und Kyō gesteht Tomoya ihre Liebe.

### Hörspiele
Auf dem Spiel basieren ebenfalls zwei Hörspiel-Serien. Erstere wurde von Frontier Works unter dem Titel Clannad produziert und besteht aus fünf CDs. Jede davon legte ein besonderes Augenmerk auf eine der fünf weiblichen Hauptfiguren Nagisa, Kotomi, Fūko, Kyō und Tomoyo. Die erste CD erschien am 25. April 2007 sowohl in einer normalen als auch in einer limitierten Fassung, die durch ein zusätzliches Stück ergänzt wurde. Im monatlichen Abstand folgten die vier weiteren, sodass die Serie am 24. August 2007 vollständig verfügbar war. Die zweite Serie wurde von Prototype produziert und basierte auf der gleichnamigen Kurzgeschichtenreihe Clannad: Hikari Mimamoru Sakamichi de – Official Another Story (CLANNAD 光見守る坂道で – Official Another Story). Sie umfasste vier CDs und wurde ab dem 25. Juli 2007 ebenfalls im monatlichen Abstand veröffentlicht. Wie auch die Geschichten, wurden diese Reihe vom Künstler GotoP illustriert, der die Cover entwarf. Beide Reihen wurden von denselben Seiyū gesprochen wie die PlayStation 2 Veröffentlichung des Spiels. Einzige Ausnahme war die Rolle von Tomoya die von Kenji Nojima gesprochen wurde.

### Internetradiosendungen
Parallel zur Ausstrahlung der Anime-Fernsehserie Clannad startete eine als Nagisa to Sanae no Omae ni Rainbow (渚と早苗のおまえにレインボー) bezeichnete Internetradiosendung am 5. Oktober 2007. Von ihr wurden bis zum 3. Oktober 2008 52 Folgen übertragen. Die Sendung wurde von Onsen und Animate TV im Auftrage von Frontier Works produziert. Gehalten wurde sie von Mai Nakahara und Kikuko Inoue, die die Rollen von Nagisa und Sanae gesprochen hatten. Als Gäste der Sendung tauchten ebenfalls die Sprecher der anderen Hauptcharaktere auf. Die Mitschnitte der Sendung wurden vom 18. Juni 2008 bis zum 18. Februar 2009 auf vier Doppel-CDs veröffentlicht, die jeweils 13 der Folgen enthielten. Eine zweite Sendung begann parallel zum zweiten Anime Clannad After Story und wurde als Nagisa to Sanae to Akio no Omae ni Hyper Rainbow (渚と早苗と秋生のおまえにハイパーレインボー) bezeichnet. Sie lief vom 10. Oktober 2008 bis zum 10. April 2009 und bestand aus 26 Folgen. Wie die vorherige Sendung wurde sie von Onsen und Animate TV produziert und wurde jeden Freitag übertragen. Die Sendung wurde von den ursprünglichen Moderatoren geleitet, zu denen Ryōtarō Okiayu hinzustieß, der in der Serie die Rolle von Nagisas Vater Akio übernommen hatte. Die Zusammenschnitte der Sendung wurden am 18. Februar 2009 und am 29. Mai 2009 auf jeweils einer Doppel-CD veröffentlicht.

## Rezeption
Innerhalb der wöchentlichen, nationalen, japanischen Charts für Bishōjo-Spiele erreichte die limitierte Fassung für den PC zweimal zu Beginn seiner Veröffentlichung den ersten Platz. Die Verkaufszahlen brachen danach ein und es erreichte in der dritten Woche nur noch Platz 46. Innerhalb der ersten zwei Wochen des Juni 2004 stiegen die Verkaufszahlen wieder und es erreichte den 40. Platz.
Die reguläre Veröffentlichung erreichte innerhalb der ersten Woche den 26. Platz und fiel nach drei Wochen aus den Top-50. Die später vertonte Fassung des Spiels konnte sich ebenfalls nur drei Wochen lang in den Charts platzieren und erreichte die Plätze 7, 20 und 40. Damit waren die Veröffentlichungen für den PC, allein an den vorläufigen Verkaufszahlen gemessen, kein sehr großer Erfolg, obwohl das Spiel kurzzeitig die Charts dominierte.
Famitsu bewertete die PlayStation-2-Fassung im Jahr 2006 mit 26 von 40 möglichen Punkten, was eine eher durchschnittliche Wertung darstellt. Dennoch gilt Clannad als eines der populären Ren’ai-Adventure des Jahres 2004. Dies bestätigte sich ebenfalls in einer Umfrage vom August 2007, die von Dengeki G's Magazine durchgeführt wurde. Dazu befragte das Blatt die Leser nach den fünfzig besten Gal Games. Von insgesamt 249 Titeln erreichte Clannad mit 114 Stimmen den ersten Platz und lag damit weit vor dem zweitplatzierten Fate/stay night mit 78 Stimmen, dicht gefolgt von ToHeart 2 (74 Stimmen), Yoake Mae yori Ruriiro na (72 Stimmen) und Kanon (71 Stimmen).
Dass Clannad nun keinerlei erotischen Inhalte mehr bot, sorgte bei den Fans für Kritik. Sozusagen als Entschädigung dafür wurde am 25. November 2005 mit Tomoyo After – It’s a Wonderful Life eine Art Fortsetzung für Erwachsene angeboten. Sie baute in einem alternativen Szenario den Handlungsabschnitt der Protagonistin Tomoyo Sakagami aus und enthielt anzügliche Szenen.

### Erfolg der Adaptionen
Wie viele der bisherigen Anime-Adaptionen von Kyōto Animation waren auch die Serien Clannad und Clannad After Story erfolgreich und wiesen als Limited Edition konstant hohe Verkaufszahlen auf. Von den acht im monatlichen Abstand veröffentlichten DVDs erreichten sechs Stück in ihrer ersten Verkaufswoche den ersten Platz der japanischen Anime-DVD-Charts. Dabei verkaufte sich nach Angaben von Amazon Japan die dritte DVD am häufigsten und erreichte in der Jahreswertung (Dezember 2007 bis November 2008) der Anime-Veröffentlichungen den sechsten Platz. Zur Einschätzung der Verkäufe kann hierbei die Angabe herangezogen werden, dass die DVD-Verkäufe von Animes in Japan etwa 24 % der Stückzahl und 30 % der Umsätze des gesamten Marktes ausmachten. Die zweite Staffel Clannad – After Story war ähnlich erfolgreich. Von den acht DVDs verkauften sich innerhalb der ersten Woche der Veröffentlichung etwa 14.000 bis 20.000 Stück. Mehrere von ihnen erreichten damit erneut den ersten Platz der wöchentlichen Charts, wobei insbesondere die Verkäufe zum Ende hin anzogen.

“And really, if you don't have at least a tolerance for moe content then this series, like the others, is absolutely not for you.”

„Und wirklich, wenn du nicht ein wenig Toleranz für Moe-Inhalt besitzt, dann wird diese Serie, wie die anderen, absolut nichts für dich sein.“

Wie die meisten Adaptionen durch Kyōto Animation besaßen auch diese beiden Serien einen sogenannten „hohen Moe-Faktor“. Dabei werden die Niedlichkeit der weiblichen Charaktere und ihre gewissen Eigenarten besonders stark betont. Dies löste insbesondere bei westlichen Kritikern Bedenken (vergleiche Kawaii) hinsichtlich der Akzeptanz durch ein ebenfalls westliches Publikum aus, da man es hier teilweise schon übertrieben hätte. Wer aber nicht dadurch abzuschrecken sei, dem würde ein zu Kanon vergleichbares Werk geboten, das ebenfalls durch Humor und ansprechender Zeichenqualität überzeuge, aber in keiner Disziplin außergewöhnlich sei.
Die Verfilmung des Spieles wurde insgesamt sehr unterschiedlich bewertet. In einem Punkt waren sich die meisten Kritiker jedoch einig: Die Animation von Tōei Animation stehe stark hinter der Qualität der von Kyōto Animation umgesetzten Fernsehserie zurück, was vor allem am abweichenden Charakterdesign liegen soll. Die Spezialeffekte hingegen seien durchaus gelungen und könnten fast mit der Qualität von Byōsoku 5 Centimeter mithalten. Als inhaltlicher Kritikpunkt wurde bemängelt, dass viele der weiblichen Charaktere nur noch Nebenrollen besaßen oder gar komplett ausgelassen wurden. Die Inszenierung der Handlung war ebenfalls ein Streitpunkt. Während einige Kritiker den gesamten Film als langweilig beschrieben, waren andere hingegen der Meinung, dass der Film die „langweiligen zwei Drittel“ benötige, um mit dem dramatischen Ende seine Wirkung entfalten zu können. Durch die Konzentration auf die wenigen Hauptdarsteller sollen diese jedoch einen sehr ausgefeilten oder gar lieblichen Eindruck hinterlassen haben.

### Einfluss auf andere Werke
Neben der Referenzierung in anderen Anime-Produktionen von Kyōto Animation, wie beispielsweise in K-On!, wurde das Spiel beziehungsweise die Anime-Fernsehserie auch in anderen Produktionen aufgegriffen. So tauchte etwa die Bäckerei von Nagisas Eltern in der Anime-Umsetzung von Toradora! auf oder es wurde gleich eine ganze Reihe von Produktionen von Kyōto Animation in der OVA von Sayonara Zetsubō Sensei parodiert, wo Clannad als „Clanoad“ betitelt wurde. Auch in weiteren Animes fanden sich immer wieder kurze Anspielungen auf die Animation, wobei es häufig passiert, dass sich diverse Produktionen gegenseitig referenzieren.
Die beiden Massen-Mehrspieler-Online-Gemeinschaftsspiele (MMOGs) Hiten Online (飛天online) und HolyBeast (ホーリービースト) von Gamania Entertainment boten in einer Kooperation mit Clannad die Schuluniformen der Charaktere an. Ebenfalls ergab sich in der Zeit vom 26. März bis 26. Juni 2008 die Möglichkeit Kyōs Haustier Botan, ein noch junger Keiler, zu adoptieren. Gleichzeitig erfolgte eine Verlosung von fiktiven als auch realen Fan-Artikeln, an der Spieler mit Charakteren über Level 20 teilnehmen konnten. In dem PlayStation 2 Spiel Nogizaka Haruka no Himitsu: Cosplay Hajimemashita (乃木坂春香の秘密 こすぷれ、はじめました♥), basierend auf der Light-Novel-Reihe Nogizaka Haruka no Himitsu, war es möglich die Figuren des Spiels entsprechend der Charaktere aus fünf populären Light-Novel-Reihen von ASCII Media Works oder drei Figuren aus Clannad zu verkleiden. So konnte Haruka Nogizaka die Gestaltung von Kotomi Ichinose, Mika Nogizaka von Nagisa Furukawa und Shiina Amamiya von Tomoyo Sakagami annehmen. Wenn die Figuren des Spiels cosplayend diverse Orte innerhalb des Spiels besuchten, wurden zusätzliche Grafiken sichtbar, welche typische Elemente des jeweiligen Originals enthielten, wie etwa Nagisas Dangos. Zudem änderte sich die Stimme der Charaktere in die der originalen Sprecher. In der virtuellen Welt von Ai Sp@ce, einem Massively Multiplayer Online Social Game von Headlock mit enger Anbindung an Nico Nico Douga, können die Spieler mit den Figuren aus Clannad, Shuffle! und D.C.II – Da Capo II interagieren. In dem im Oktober 2008 veröffentlichten Spiel wurden die Welten der Franchises auf jeweils einer eigenen Insel nachgebaut, die mit der zentralen Akihabara-Insel verbunden sind.